# ステーションEYE
『ステーションEYE』（ステーションアイ）は、平日版は1991年4月1日から1997年3月28日まで、土曜・日曜版は1993年4月3日から1997年9月28日まで、テレビ朝日（ANN）系列で生放送されていた夕方のニュース番組である。

## 番組概要

### 平日版
『ANN 600ステーション』の後継番組として1991年4月1日に開始。初代のメインキャスターにはそれまで『モーニングショー』を担当していた内田忠男、サブキャスターには『600ステーション』から続投の山上万恵美と、スポーツコーナーを兼務する形でそれまで『ニュースステーション』のスポーツキャスターだった松井康真（当時テレビ朝日アナウンサー）が起用された。松井は番組開始当初スポーツコーナーのみの担当だったが、1991年8月頃から1992年3月までニュースも兼任していた。
第1回放送では間近に控えた東京都知事選の候補者を招いての討論企画や同日に開局した長野朝日放送からの中継も行われた。山上のポジションは後に戸田信子に交代している。
1993年4月5日にはキャスター・スタジオセット・音楽などを全面リニューアル。内田は『モーニングショー』の司会起用に伴い一度離れていたニューヨーク支局へと戻り、戸田は平日朝の『CNNデイブレイク』に異動した。『モーニングショー』（第1期）の最後の司会者だった渡辺宜嗣（当時テレビ朝日アナウンサー）、当時タレントでそれまではTBS『スーパーワイド』の司会者だった蓮舫を起用。さらにイメージキャラクターとして犬のバニーちゃんを導入し、実際にニューススタジオで飼われていた。また、このリニューアル時に週末版の放送が開始。大阪の朝日放送（当時）から出向する形で村田好夫（当時同局アナウンサー）が起用された。
1995年9月29日に渡辺と蓮舫が降板。同年10月2日より再度リニューアルが行われ、後任には村田の後を引き継ぎ週末版のキャスターを務めていたジャーナリストの蟹瀬誠一を起用した。最終年度は関東地方のみ放送時間が17時58分開始となった（1996年9月24日のサービス放送開始からは10月1日開局直後の岩手朝日テレビも17:58から任意ネットした）。この2分間は報道局内からデスクによるニュース解説が行われて18時からの本編へと繋いでいた。
番組ロゴ上、週末版を含め「ANN」とは表記されなかったが、初期の番宣CMでは『ANNステーションEYE』とアナウンスされていた。また、平日版男性キャスターが内田であった時代はオープニングヘッドラインの後に青線の上に「ANN STATION EYE」と表記されたテロップが表示されていた。内田時代の後期から渡辺・蟹瀬時代はこのテロップに代わり画面の右下に金色の「ANN」ロゴが起き上がってくるアニメーションが載せられていた。これらはテレビ朝日（関東地方）のみの送出であり、系列局ではその間は何も表示されないか、ローカルセールスの提供クレジットを表示していた（現在、ローカルセールス枠がノンスポンサーの際にテレビ朝日でのみ表示している局ロゴマークのアニメーションに近い形式）。
1997年3月28日をもって『スーパーJチャンネル』の放送開始に伴い、放送終了。
フジテレビの『日本ものまね大賞』で1995年10月以降のCM前アイキャッチ『ステーション アーイ』がニュース番組のまねとして、素人にものまねされていた。

### 土曜・日曜版
元々は『600ステーション』の土曜・日曜版である『530ステーション』が平日版の終了後も継続していたが、1993年春の改編で平日と同一タイトルへ改題されスタート。
平日版が終了した1997年4月以降も土曜・日曜版のみ継続したが、半年後にこちらも『ANNスーパーJチャンネル』への表題統一により終了し、6年半の歴史に幕を閉じた。

## 出演者

### キャスター
| 期間      | 期間      | 月 - 金曜    | 月 - 金曜    | 月 - 金曜    | 月 - 金曜    | 月 - 金曜    | 土・日曜     | 土・日曜       | 土・日曜     |
| 期間      | 期間      | メイン       | メイン       | スポーツ     | スポーツ     | お天気       | メイン       | メイン         | お天気       |
| 期間      | 期間      | 男性         | 女性         | 月 - 木      | 金           | お天気       | 男性         | 女性           | お天気       |
| --------- | --------- | ------------ | ------------ | ------------ | ------------ | ------------ | ------------ | -------------- | ------------ |
| 1991.4.1  | 1992.3.27 | 内田忠男     | 山上万恵美1  | 松井康真     | 松井康真     | 田中滋実1    | （放送なし） | （放送なし）   | （放送なし） |
| 1992.3.30 | 1993.4.2  | 内田忠男     | 戸田信子     | 松井康真     | 松井康真     | 田中滋実1    | （放送なし） | （放送なし）   | （放送なし） |
| 1993.4.3  | 1993.9.26 | 渡辺宜嗣     | 蓮舫         | 田畑祐一     | 田畑祐一     | 桜庭章彦     | 村田好夫2    | 清文枝3        | 黒川敦子3    |
| 1993.9.27 | 1994.10.2 | 渡辺宜嗣     | 蓮舫         | 田畑祐一     | 大熊英司     | 桜庭章彦     | 村田好夫2    | 川瀬眞由美     | 黒川敦子3    |
| 1994.10.3 | 1995.3.31 | 渡辺宜嗣     | 蓮舫         | 中山貴雄     | 大熊英司     | 桜庭章彦     | 村田好夫2    | 川瀬眞由美     | 黒川敦子3    |
| 1995.4.1  | 1995.10.1 | 渡辺宜嗣     | 蓮舫         | 中山貴雄     | 田原浩史1    | 桜庭章彦     | 蟹瀬誠一     | 岡田洋子       | 黒川敦子3    |
| 1995.10.2 | 1996.3.31 | 蟹瀬誠一     | 岡田洋子4    | 中山貴雄     | 中山貴雄     | 田崎滋子     | 松苗慎一郎5  | 川瀬眞由美6・7 | 増田ひろみ7  |
| 1996.4.1  | 1996.9.29 | 蟹瀬誠一     | 岡田洋子4    | 大下容子     | 大下容子     | 田崎滋子     | 松苗慎一郎5  | 川瀬眞由美6・7 | 増田ひろみ7  |
| 1996.9.30 | 1997.3.30 | 蟹瀬誠一     | 大下容子     | 坪井直樹7    | 坪井直樹7    | 田崎滋子     | 松苗慎一郎5  | 川瀬眞由美6・7 | 増田ひろみ7  |
| 1997.4.5  | 1997.9.28 | （放送終了） | （放送終了） | （放送終了） | （放送終了） | （放送終了） | 蟹瀬誠一7    | 川瀬眞由美6・7 | 増田ひろみ7  |

- 1 『ANN 600ステーション』から続投。
- 2 朝日放送からの出向。
- 3 『ANN 530ステーション』から続投。
- 4 金曜日の『ニュースステーション』を兼務。
- 5 1996年10月5日から週末の『ANNニュースフレッシュ』を兼務。
- 6 1996年10月5日から1997年3月30日まで週末昼の『ANNニュース』を兼務。
- 7 『スーパーJチャンネル』も続投。

### リポーター（月 - 金曜版）
- 高井正憲
- 藤井暁
- 千葉真由美（現:松本真由美）
- 飯村真一
- 渡辺由佳
- 曽根かおる（現:根本かおる）
- 岡田洋子
- 大下容子
- 清文枝
- 下平さやか
- 日下千帆
- 佐藤紀子
- 高橋真紀子
- 田原浩史
- 野村華苗
- 川瀬眞由美
- 大沼啓延
- 萩野志保子
- 吉元潤子

### ナレーター（月 - 金曜版）
- 菊地秀之
- 山川建夫
- 由口貴絵
- 酒井万里子
- 小野田英一
- 緒方文興

## 放送時間
※すべて日本時間。
| 期間      | 期間      | 月曜-金曜             | 土曜                  | 日曜                  |
| --------- | --------- | --------------------- | --------------------- | --------------------- |
| 1991.4.1  | 1992.3.27 | 18:00 - 18:50（50分） | （放送なし）          | （放送なし）          |
| 1992.3.30 | 1993.4.2  | 18:00 - 18:55（55分） | （放送なし）          | （放送なし）          |
| 1993.4.3  | 1996.3.31 | 18:00 - 19:00（60分） | 17:30 - 18:00（30分） | 17:30 - 17:55（25分） |
| 1996.4.1  | 1997.3.30 | 17:58 - 19:00（62分） | 17:30 - 18:00（30分） | 17:30 - 17:55（25分） |
| 1997.4.5  | 1997.9.28 | （放送終了）          | 17:30 - 18:00（30分） | 17:30 - 17:55（25分） |

補足
- 以上の放送時間は幹事局であったテレビ朝日においての放送時間帯であり、テレビ朝日以外のネット局は番組開始時から終了時まで一貫して月曜日-金曜日は18時から30分間のみの放送であり、18時台後半からは各エリアのローカルワイドニュース番組を放送していた。全国ニュース終了時の飛び降りポイントでは各局別に「続いては（ローカルワイドニュース番組のタイトルあるいは「〇〇（地名）から」）」や「ステーションEYE 終」と表示していた（テレビ朝日はCM明けの予告テロップ）。

- ただし、特別編成により18時30分終了になる場合は全局編成上はフルネットとなったが、テレビ朝日以外のネット局は18時25分頃からローカルニュースに差し替えていた。

- また、一部の地域ではテレビ朝日と同様に19時手前まで一貫して『ステーションEYE』という番組名で放送していた地域もあったが、結局は18時台後半からは地元のスタジオに切り替えてローカルニュースを流していたので18時台前半で打ち切っていた局と番組内容はほぼ同等のものであった。

- 例えば、広島ホームテレビと瀬戸内海放送ではテレビ朝日と同様に19時直前まで『ステーションEYE』という番組名でオンエアしていたが18時台後半からは『HOMEステーションEYE』、『KSBステーションEYE ANN』と題して地元のスタジオからの放送に切り替えていた。
  - こういった事情もあり、CM前のタイトルロゴもネット局向けには送出せず、上記の各局向けのローカル版タイトルを表示できるように配慮していた。朝日放送のように自社で『ステーションEYE』のタイトルロゴを出していた局もあったほか、そもそもタイトルロゴを表示しない局もあった。この方式は『Jチャンネル』に刷新後も暫くの間続けられた。

## ネット局
| 放送対象地域   | 放送局                   | 系列                 | 備考                                                            |
| -------------- | ------------------------ | -------------------- | --------------------------------------------------------------- |
| 関東広域圏     | テレビ朝日（ANB）        | テレビ朝日系列 (ANN) | 番組制作・ANN基幹局                                             |
| 北海道         | 北海道テレビ（HTB）      | テレビ朝日系列 (ANN) |                                                                 |
| 青森県         | 青森朝日放送（ABA）      | テレビ朝日系列 (ANN) | 1991年10月開局から                                              |
| 岩手県         | 岩手朝日テレビ（IAT）    | テレビ朝日系列 (ANN) | 1996年10月開局から                                              |
| 宮城県         | 東日本放送（KHB）        | テレビ朝日系列 (ANN) |                                                                 |
| 秋田県         | 秋田朝日放送（AAB）      | テレビ朝日系列 (ANN) | 1992年10月開局から                                              |
| 山形県         | 山形テレビ（YTS）        | テレビ朝日系列 (ANN) | 1993年4月1日（FNNからANNへのネットチェンジ）から                |
| 福島県         | 福島放送（KFB）          | テレビ朝日系列 (ANN) |                                                                 |
| 新潟県         | 新潟テレビ21（NT21）     | テレビ朝日系列 (ANN) | 現在の略称はUX                                                  |
| 長野県         | 長野朝日放送（ABN）      | テレビ朝日系列 (ANN) | 1991年4月1日開局から                                            |
| 静岡県         | 静岡朝日テレビ（SATV）   | テレビ朝日系列 (ANN) | 1993年9月30日までは静岡県民放送（略称:SKT、静岡けんみんテレビ） |
| 石川県         | 北陸朝日放送（HAB）      | テレビ朝日系列 (ANN) | 1991年10月開局から                                              |
| 東海広域圏     | 名古屋テレビ（NBN）      | テレビ朝日系列 (ANN) |                                                                 |
| 近畿広域圏     | 朝日放送（ABC）          | テレビ朝日系列 (ANN) | 現:朝日放送テレビ                                               |
| 広島県         | 広島ホームテレビ（HOME） | テレビ朝日系列 (ANN) |                                                                 |
| 山口県         | 山口朝日放送（YAB）      | テレビ朝日系列 (ANN) | 1993年10月開局から                                              |
| 香川県・岡山県 | 瀬戸内海放送（KSB）      | テレビ朝日系列 (ANN) |                                                                 |
| 愛媛県         | 愛媛朝日テレビ（EAT）    | テレビ朝日系列 (ANN) | 1995年4月開局から                                               |
| 福岡県         | 九州朝日放送（KBC）      | テレビ朝日系列 (ANN) |                                                                 |
| 長崎県         | 長崎文化放送（NCC）      | テレビ朝日系列 (ANN) |                                                                 |
| 熊本県         | 熊本朝日放送（KAB）      | テレビ朝日系列 (ANN) |                                                                 |
| 大分県         | 大分朝日放送（OAB）      | テレビ朝日系列 (ANN) | 1993年10月開局から                                              |
| 鹿児島県       | 鹿児島放送（KKB）        | テレビ朝日系列 (ANN) |                                                                 |
| 沖縄県         | 琉球朝日放送（QAB）      | テレビ朝日系列 (ANN) | 1995年10月開局から                                              |

### ANN系列ネット局番組名の変遷
下の表で1991年4月1日（月曜日）番組開始となっている番組のうち、●は『ステーションEYE』が放送開始した1991年4月以前からの番組名を引き継いでいる番組であった。（但し、下記の地域別ニュースの番組タイトルの変遷表は、『ステーションEYE』放送当時のものである。）
| 放送局名                                          | 番組名 |
| ------------------------------------------------- | --- |
| ANB（現:EX） テレビ朝日                           | ANN STATION EYE → ステーションEYE ANN（報道部・番組制作局） |
| HTB 北海道テレビ                                  | 1991年4月1日 - 1992年3月27日：ANN STATION EYE（全国枠） / HTBニュースウェーブ●（月-金曜） 1992年3月30日 - 1993年4月2日：ANN STATION EYE → ステーションEYE ANN（全国枠） / myステーション（月-金曜） 1993年4月3日 - 1997年3月30日：ステーションEYE ANN（全国枠） / myステーション（月-金曜） / ステーションEYE ANN（土・日曜、全国枠+ローカルニュースパート） 1997年4月5日 - 1997年9月28日：ステーションEYE ANN（土・日曜、全国枠+ローカルニュースパート） |
| ABA 青森朝日放送 （1991年10月1日開局）            | 1991年9月24日 - 9月30日：ANN STATION EYE（全国枠） / ABAニュース&天気予報（月-金曜はサービス放送期間中のみ） 1991年10月1日開局 - 1993年4月2日：ANN STATION EYE → ステーションEYE ANN（全国枠） / ABAステーション / お天気パレット（月-金曜） 1993年4月3日 - 1997年3月30日：ステーションEYE ANN（全国枠） / ABAステーション / お天気パレット（月-金曜） / ステーションEYE ANN（土・日曜、全国枠+ローカルニュースパート） 1997年4月5日 - 1997年9月28日：ステーションEYE ANN（土・日曜、全国枠+ローカルニュースパート） / お天気パレット（土曜18:55、日曜17:55） |
| IAT 岩手朝日テレビ （1996年10月1日開局）          | 1996年9月24日 - 1997年3月30日：IATきらめきワイド（月-金曜17時台） / ステーションEYE ANN（毎日、全国枠） / IATお天気情報（土曜18:55、日曜17:55） 1997年4月5日 - 1997年9月28日：ステーションEYE ANN（土・日曜、全国枠） / IATお天気情報（土曜18:55、日曜17:55） |
| KHB 東日本放送                                    | 1991年4月1日 - 1992年10月2日：ANN STATION EYE → ステーションEYE ANN（全国枠） / KHB 600ステーション●（月-金曜、金曜は18:45まで） 1992年10月5日 - 1993年4月2日：ステーションEYE ANN（全国枠） / KHBエリアリポート（月-金曜、金曜日18:45まで） 1993年4月3日 - 1994年9月30日：ステーションEYE ANN（全国枠） / KHBエリアリポート（月-金曜、金曜は18:45まで） / KHBステーションEYE ANN（当初は土・日曜のみ） 1994年10月3日 - 1997年3月30日：KHBステーションEYE ANN（毎日、金曜は18:45まで） 1997年4月5日 - 1997年9月28日：KHBステーションEYE ANN（土・日曜） |
| AAB 秋田朝日放送 （1992年10月1日開局）            | 1992年9月25日 - 1993年4月2日：AABステーションEYE ANN（当初は月-金曜のみ） 1993年4月3日 - 1997年3月30日：AABステーションEYE ANN（毎日） 1997年4月5日 - 1997年9月28日：AABステーションEYE ANN（土・日曜） |
| YTS 山形テレビ （1993年4月1日から）               | 1993年4月1日 - 1995年4月2日：YTS月/火/水/木/金曜ステーション / YTSステーションEYE ANN（月-金曜） / YTSステーションEYE ANN（土・日曜） 1995年4月3日 - 1996年3月31日：YTSステーションEYE ANN（毎日） 1996年4月1日 - 1997年3月30日：情報わいどYTSゴジダス（月曜のみ1997年3月24日まで） / YTSステーションEYE ANN（火-日曜） 1997年4月5日 - 1997年9月28日：YTSステーションEYE ANN（土・日曜） |
| KFB 福島放送                                      | 1991年4月1日 - 1992年3月27日：KFBステーションEYE ANN（第1期） / ヤン坊マー坊天気予報（当初は月-金曜のみ） 1992年3月30日 - 1993年4月2日：ANN STATION EYE → ステーションEYE ANN（全国枠） / ふくしまニュース1番街 / ヤン坊マー坊天気予報（月-金曜） 1993年4月3日 - 1997年3月30日：ステーションEYE ANN（全国枠） / ふくしまニュース1番街 / ヤン坊マー坊天気予報（月-金曜） / KFBステーションEYE ANN（第2期）（土・日曜） 1997年4月5日 - 1997年9月28日：KFBステーションEYE ANN（第2期、土・日曜） |
| NT21（現:UX） 新潟テレビ21                        | 1991年4月1日 - 1992年10月2日：ANN NT21ステーションEYE（第1期） / ウェザーアイ（月-金曜） 1992年10月5日 - 1993年4月2日：ステーションEYE ANN（全国枠） / ザ・にゅうす NT21 / ウェザーアイ（月-金曜） 1993年4月3日 - 1994年4月3日：ステーションEYE ANN（全国枠） / ザ・にゅうす NT21 / ウェザーアイ（月-金曜） / ANN NT21ステーションEYE（第2期）（土・日曜） 1994年4月4日 - 1995年9月3日：ステーションEYE ANN（全国枠） / NEWS21（月-金曜） / ANN NT21ステーションEYE（第2期、土・日曜） 1995年9月4日 - 1997年3月30日：小野沢裕子のいきいきワイド（月-金曜） / ANN NT21ステーションEYE（第2期、土・日曜） 1997年4月5日 - 1997年9月28日：ANN NT21ステーションEYE（第2期、土・日曜）                                                                                  |
| ABN（現:abn） 長野朝日放送 （1991年4月1日開局）   | 1991年4月1日開局 - 1993年4月2日：ANN STATION EYE → ステーションEYE ANN（全国枠） / ABNステーション（当初は月-金曜のみ） 1993年4月3日 - 1997年3月30日：ステーションEYE ANN（全国枠） / ABNステーション（月-金曜） / ステーションEYE ANN（土・日曜、全国枠+ローカルニュースパート） 1997年4月5日 - 1997年9月28日：ステーションEYE ANN（土・日曜、全国枠+ローカルニュースパート） / ABN天気予報（土曜18:55、日曜17:55） |
| SKT 静岡県民放送 → SATV 静岡朝日テレビ            | 1991年4月1日 - 1993年4月2日：ANN STATION EYE → ステーションEYE ANN（全国枠） / ステーションしずおか（当初は月-金曜のみ） 1993年4月3日 - 1997年3月30日：ステーションEYE ANN（全国枠） / ステーションしずおか（月-金曜） / ステーションEYE ANN（土・日曜、全国枠+ローカルニュースパート） 1997年4月5日 - 1997年9月28日：ステーションEYE ANN（土・日曜、全国枠+ローカルニュースパート） |
| HAB 北陸朝日放送 （1991年10月1日開局）            | 1991年9月24日 - 1993年4月2日：ANN STATION EYE → ステーションEYE ANN（全国枠） / HAB Uライン / ウェザーSHOT（当初は月-金曜のみ） 1993年4月3日 - 1995年10月1日：ステーションEYE ANN（全国枠） / HAB Uライン / ウェザーSHOT（月-金曜） / ステーションEYE ANN（土・日曜、全国枠+ローカルニュースパート） 1995年10月2日 - 1997年3月30日：HABワイドステーション（月-金曜17時台・18時台） / ステーションEYE ANN（土・日曜、全国枠+ローカルニュースパート） 1997年4月5日 - 1997年9月28日：ステーションEYE ANN（土・日曜、全国枠+ローカルニュースパート） |
| NBN 名古屋テレビ                                  | 1991年4月1日 - 1992年3月27日：ANN名古屋テレビステーションEYE（第1期） / ヤン坊マー坊天気予報（当初は月-金曜のみ） 1992年3月30日 - 1993年4月2日：ANN名古屋テレビステーションEYE（第1期、月-金曜） 1993年4月3日 - 1996年9月29日：ステーションEYE ANN（全国枠） / 名古屋テレビぐっとEVENING（月-金曜） / ANN名古屋テレビステーションEYE（第2期、土・日曜） 1996年9月30日 - 1997年3月30日：ANN名古屋テレビぐっとイブニング（月-金曜） / ANN名古屋テレビステーションEYE（第2期、土・日曜） 1997年4月5日 - 1997年9月28日：ANN名古屋テレビステーションEYE（第2期、土・日曜） |
| ABC 朝日放送 （現:朝日放送テレビ）                | 1991年4月1日 - 1993年4月2日：ANN STATION EYE → ステーションEYE ANN（全国枠） / ABC News Report（当初は月-金曜のみ） 1993年4月3日 - 1994年4月3日：ステーションEYE ANN（全国枠） / ABC News Report（月-金曜） / ステーションEYE ANN（土・日曜、全国枠+ローカルニュースパート） 1994年4月4日 - 1997年3月30日：ワイドABCDE〜す（情報パート枠、月-木曜16時台・17時台） / ステーションEYE ANN（全国枠） / ワイドABCDE〜す（ニュースパート枠、月-木曜18時台） / ABC News Report（金曜18時台のみ） / ステーションEYE ANN（土・日曜、全国枠+ローカルニュースパート） 1997年4月5日 - 1997年9月28日：ステーションEYE ANN（土・日曜、全国枠+ローカルニュースパート） |
| HOME 広島ホームテレビ                             | 1991年4月1日 - 1993年4月2日：HOMEステーションEYE ANN（当初は月-金曜のみ） 1993年4月3日 - 1997年3月30日：HOMEステーションEYE ANN（月-金曜） / ステーションEYE ANN（土・日曜、全国枠+ローカルニュースパート） 1997年4月5日 - 1997年9月28日：ステーションEYE ANN（土・日曜、全国枠+ローカルニュースパート） |
| KSB 瀬戸内海放送                                  | 1991年4月1日 - 1993年4月2日：KSBステーションEYE ANN（当初は月-金曜のみ、17:55） 1993年4月3日 - 1997年3月30日：KSBステーションEYE ANN（月-金曜のみ、17:55・土・日曜） 1997年4月5日 - 1997年9月28日：KSBステーションEYE ANN（土・日曜） |
| YAB（現:yab） 山口朝日放送 （1993年10月1日開局）  | 1993年9月24日 - 1997年3月30日：5時からワイド（月-金曜17時台） / ステーションEYE ANN（月-金曜、全国枠） / YABステーションEYE ANN（土・日曜） 1997年4月5日 - 1997年9月28日：YABステーションEYE ANN（土・日曜） |
| EAT（現:eat） 愛媛朝日テレビ （1995年4月1日開局） | 1995年3月25日 - 1997年3月30日：ステーションEYE ANN（全国枠） / EATニュースBOX（月-金曜） / ステーションEYE ANN（土・日曜、全国枠） / EATニュース（土・日曜） 1997年4月5日 - 1997年9月28日：ステーションEYE ANN（土・日曜、全国枠） / EATニュース（土曜のみ18:55、日曜のみ17:55） |
| KBC 九州朝日放送                                  | 1991年4月1日 - 1992年10月2日：ANN STATION EYE → ステーションEYE ANN（全国枠） / KBCニュース ハーツトゥハーツ●（月-金曜） 1992年10月5日 - 1993年4月2日：ステーションEYE ANN（全国枠） / KBCニュースピア（月-金曜） 1993年4月3日 - 1997年3月30日：ステーションEYE ANN（全国枠） / KBCニュースピア（月-金曜） / ステーションEYE ANN（土・日曜、全国枠+ローカルニュースパート） 1997年4月5日 - 1997年9月28日：ステーションEYE ANN（土・日曜、全国枠+ローカルニュースパート） |
| ncc 長崎文化放送                                  | 1991年4月1日 - 1993年4月2日：ANN STATION EYE → ステーションEYE ANN（全国枠） / nccニュースウェイブ（月-金曜） 1993年4月3日 - 1997年3月30日：ステーションEYE ANN（全国枠） / nccニュースウェイブ（月-金曜） / ステーションEYE ANN（土・日曜、全国枠） / nccニュース（土・日曜18:55 → 土曜18:55、日曜17:55） 1997年4月5日 - 1997年9月28日：ステーションEYE ANN（土・日曜、全国枠） / nccニュース（土曜18:55、日曜17:55） |
| KAB 熊本朝日放送                                  | 1991年4月1日 - 1993年4月2日：ANNステーションEYEくまもと / KABウェザーボイス（月-金曜） 1993年4月3日 - 1997年3月30日：ステーションEYE ANN（全国枠） / KABニュースラウンド（月-金曜） / ステーションEYE ANN / KABニュース（土・日曜） 1997年4月5日 - 1997年9月28日：ステーションEYE ANN / KABニュース（土・日曜） |
| OAB 大分朝日放送 （1993年10月1日開局）            | 1993年9月24日 - 1997年3月30日：ステーションEYE ANN（全国枠） / OABプライムニュース（月-金曜） / ステーションEYE ANN（土・日曜、全国枠） / OABニュース（土・日曜18:55 → 土曜18:55、日曜17:55） 1997年4月5日 - 1997年9月28日：ステーションEYE ANN（土・日曜、全国枠） / OABニュース（土曜18:55、日曜17:55） |
| KKB 鹿児島放送                                    | 1991年4月1日 - 1991年10月4日：ANN STATION EYE（全国枠） / KKBニュース（第2期）●（月-金曜） 1991年10月7日 - 1992年10月2日：ANN STATION EYE → ステーションEYE ANN（全国枠） / KKBワイド96（月-金曜） 1992年10月5日 - 1993年4月2日：KKBワイド96 ANN（月-金曜のみ17:58開始） 1993年4月3日 - 1995年3月31日：KKBワイド96 ANN（月-金曜） / ステーションEYE ANN（土・日曜、全国枠） / KKBニュース（土・日曜18:55） 1995年4月1日 - 1997年3月30日：KKBおーい!かごしま96 ANN（月-金曜のみ17:30開始） / ステーションEYE ANN（土曜、全国枠） / KKBニュース（土曜18:55） / ステーションEYE ANN（日曜、全国枠+ローカルニュースパート） 1997年4月5日 - 1997年9月28日：ステーションEYE ANN / KKBニュース（土曜18:55） / ステーションEYE ANN（日曜、全国枠+ローカルニュースパート） |
| QAB 琉球朝日放送 （1995年10月1日開局）            | 1995年9月25日 - 1997年3月30日：ステーションEYE ANN（全国枠） / ステーションQ（月-金曜） / ステーションEYE ANN / QABニュース（土・日曜） 1997年4月5日 - 1997年9月28日：ステーションEYE ANN / QABニュース（土・日曜） |

北海道テレビでは『myステーション』、青森朝日放送では『ABAステーション』、長野朝日放送では『ABNステーション（現:abnステーション）』、静岡県民放送（静岡けんみんテレビ） → 静岡朝日テレビでは『ステーションしずおか』、北陸朝日放送では『HABワイドステーション』、琉球朝日放送では『ステーションQ』としてそれぞれ放送した（タイトルロゴの“ステーション”の部分は『myステーション』『ABNステーション』を除いていずれも当番組のものと同じであった）。

### テーマ曲
※エンディングテーマは、基本的に関東ローカルのみ。
| 期間                          | オープニング                        | エンディング | 備考                          |
| ----------------------------- | ----------------------------------- | --- | ----------------------------- |
| 1991年4月1日 - 1992年3月27日  | ステーションEYEのテーマ1            | ビーイング系のアーティスト（特にDEENやZARD）の楽曲が多用されていた                                                                                | この期間は、平日のみ放送      |
| 1992年3月30日 - 1992年9月25日 | B'z「TIME」のインストゥルメンタル版 | B'z「TIME」のインストゥルメンタル版 | この期間は、平日のみ放送      |
| 1992年9月28日 - 1993年4月2日  | DIMENSIONによる本番組オリジナル曲   | TOSHI「made in HEAVEN」 | この期間は、平日のみ放送      |
| 1993年4月3日 - 1994年1月23日  | ステーションEYEのテーマ2            | PERSONZ『FUTURE STAR』→To Be Continued『If you Wish…』                                                                                            |                               |
| 1994年1月24日 - 1995年10月1日 | ステーションEYEのテーマ3            | 石川よしひろ『曇り時々晴れ』→椎名恵『愛を教えて』→DIAMANTES『魂をコンドルにのせて』→THE TIMERS『サヨナラはしない』→brats on B『この花が咲いたら』 |                               |
| 1995年10月2日 - 1997年9月28日 | 三原善隆『Winning Cup』             | 鈴木彩子『あの素晴しい愛をもう一度』→平沢進『SIREN *サイレン*』→渡辺直由『汚れなき太陽の下で』                                                    | 1997年4月以降は、週末のみ放送 |

- 天気予報オープニングにザ・リッピントンズ「Angela」が使われていた時代もある。